# Hyles pallida
Hyles pallida är en fjärilsart som beskrevs av Adolf G. Closs. Hyles pallida ingår i släktet Hyles och familjen svärmare. Inga underarter finns listade i Catalogue of Life.